# Альфред Травінський
Альфред Травінський (пол. Alfred Trawiński; 4 квітня 1888, Чортків — 7 вересня 1968, Люблін) — польський науковець, бактеріолог. Спеціаліст в галузі гігієни харчових продуктів тваринного походження. Доцент (1925), професор (1945) Львівської академії ветеринарної медицини, посол до сейму Польської народної республіки І каденції. Офіцер Війська Польського.

## Біографія
Народився 4 квітня 1888 року у Чорткові. Був одним із студентів професора Юзефа Нусбаума-Гіларовича, випускник філософського факультету Львівського університету та Львівської академії ветеринарної медицини.
У 1912 році здобув ступінь доктора, а в 1922 році — габілітацію.
З 1925 року — доцент Львівської академії ветеринарної медицини.
У 1938 році стає творцем та завідувачем окремої кафедри під назвою «Наука про продукти харчування тваринного походження», з 1945 року — професором.
У 1937 році був членом правління Польського товариства гігієни та одним із ініціаторів створення Музею гігієни у Львові. Брав активну участь у роботі над вакциною проти тифу.
Під час радянської окупації Львова у 1939/1940 та 1940/1941 навчальних роках він продовжує читати лекції в Львівському ветеринарному інституті.
У 1945–1947 роках був завідувачем кафедри гігієни харчових продуктів у Вроцлавському університеті, потім працював в університеті Марії Кюрі-Склодовської (Люблін), Люблінській сільськогосподарській школі та сільськогосподарській академії.
У 1952–1956 — посол до сейму Польської народної республіки І каденції.

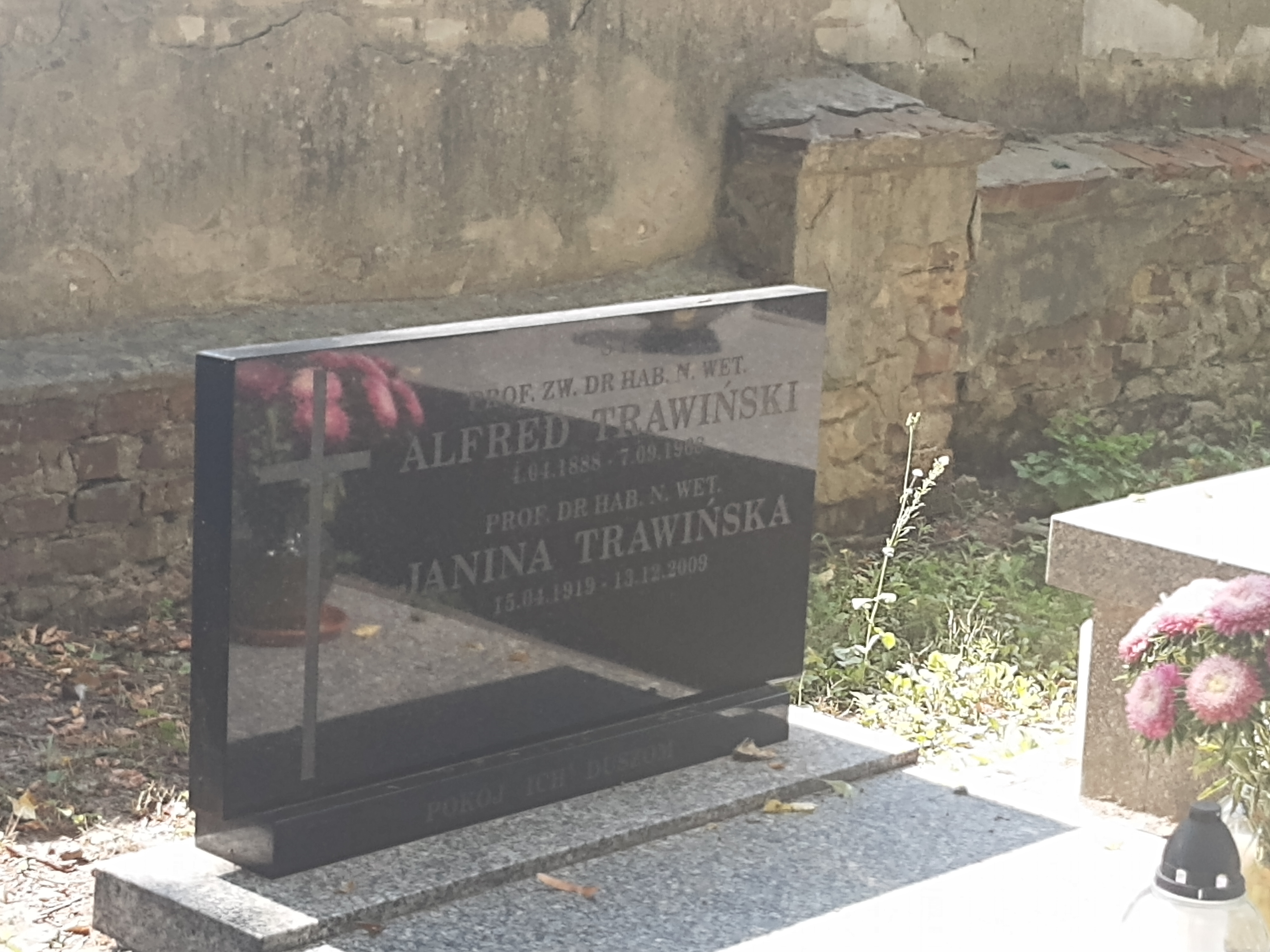
Могила професора Альфреда Травінського на цвинтарі при вул. Липовій у Любліні

Помер 7 вересня 1968 року. Похований на цвинтарі при вул. Липовій у Любліні.

## Вибрані праці
Автор численних (близько 150) наукових публікацій, у тому числі про мікроби шлунково-кишкового тракту та зоонозних паразитів людини, а також академічних підручників, серед яких:
- «Sprawozdanie z podroży naukowej do Danji, Niemiec, Norwegji, Szwajcarji i Szwecji w r. 1922 i 1923» / A. Trawinski // Przegląd weterynarski: Czasopismo poswięcone Weterynaryi i Hodowli. — 1923. — nr 1-6. — S. 2-53.
- «Nauka o badaniu mięsa i przetworów mięsnych: podręcznik do użytku lekarzy weterynatyjnych i studentów: z 188 rycinami w tekście» / Alfred Trawiński. — Lwów: nakł. autora, 1934 (Lwów: Drukarnia Urzędnicza). — 710 s.
- «Włośnica (Trichinellosis)» / Alfred Trawiński. — Lublin: [s. n.], 1955.
- «Choroby zakaźne drobiu» / Alfred Trawiński. — Lwów: nakł. Towarzystwa Gospodarskiego, 1920 (Lwów: drukarnia Jakubowskiego).
- «Metoda i technika nadzwyczajnego badania mięsa» / Alfred Trawiński. — Lwów: Księgarnia Nowości, 1926.
- «Mięso i produkty mięsne: podręcznik naukowy do użytku lekarzy weterynaryjnych, lekarzy i studentów» / Alfred Trawiński. — Warszawa: nakł. Warszawskiej Ajencji Wydawniczej «Delta», 1938 (Warszawa: «Godło»).
- «Higiena i przetwórstwo mięsa: książka dla studentów wydziałów weterynaryjnych wyższych szkół rolniczych» / Alfred Trawiński, Janina Trawińska. — Wyd. 2 popr. i uzup. — Warszawa: Państwowe Wydawnictwo Rolnicze i Leśne, 1963. — 596 s.
- «Zarys higieny mięsa i przetworów mięsnych» / A. Trawiński. — Warszawa: Państwowe Wydawnictwo Rolnicze i Leśne, 1951.
- «Nowa metoda masowego badania wieprzowych tusz mięsnych na obecność larw włośni za pomocą odczynu wykłaczania w żelu = Novyj metod massogo issledovaniâ svinyh mâsnyh tuš otnositelʹno naličiâ trihinell pri pomoŝi reakcii osaždaniâ v žele» / Alfred Trawiński. — Lublin: nakł. Uniwersytetu Marii Curie-Skłodowskiej, 1960.
- «Chów krewniaczy: istota, krytyka, znaczenie w hodowli zwierząt domowych: własne doświadczenia» / napisał Alfred Trawiński. — Lwów: nakł. aut.: Skład główny: Gubrynowicz i Syn; Warszawa: Gebethner i Wolff, 1912 (Lwów: Drukiem A. Goldmana).

## Нагороди
- 1946 — орден Відродження Польщі[4].
- 1951 — Золотий Хрест Заслуги[5].
- 1955 — медаль «10-річчя Народної Польщі»[6].